# 京畿道 (日治時期)
京畿道（日语：／ Keiki-dō；：／ Gyeonggi-do）是朝鮮日治時期行政區劃，包括了現在韓國的京畿道、首爾特別市、仁川廣域市大部份，及朝鮮的開城市。

## 人口
昭和11年現住戶口調査
- 總人口　2,392,296人
  - 日本人　153,723人
  - 朝鮮人　2,225,379人
  - 其他　13,194人

## 行政區劃
昭和11年（1936年）

### 府
- 京城府
- 仁川府
- 開城府

### 郡
- 高陽郡
  - 恩平面、神道面、元堂面、知道面、中面、松浦面、碧蹄面、崇仁面、纛島面
- 廣州郡
  - 慶安面、五浦面、草月面、都尺面、實村面、退村面、南終面、中部面、東部面、西部面、九川面、中垈面、大旺面、彦州面、樂生面、突馬面
- 楊州郡
  - 州内面、檜泉面、伊淡面、隱縣面、廣積面、白石面、長興面、柴芚面、別内面、榛接面、真乾面、和道面、瓦阜面、渼金面、九里面、蘆海面
- 漣川郡
  - 郡内面、官仁面、中面、朔寧面、西南面、旺澄面、嵋山面、百鶴面、積城面、南面、嶺斤面、郡南面
- 抱川郡
  - 西面、郡内面、内村面、加山面、蘇屹面、新北面、青山面、蒼水面、永中面、永北面、二東面、一東面
- 加平郡
  - 郡内面、南面、外西面、上面、下面、北面
- 楊平郡
  - 葛山面、江上面、江下面、楊西面、玉泉面、西宗面、雪岳面、丹月面、青雲面、楊東面、砥堤面、龍門面
- 驪州郡
  - 州内面、占東面、加南面、陵西面、興川面、金沙面、介軍面、大神面、北内面、康川面
- 利川郡
  - 利川面、新屯面、栢沙面、夫鉢面、戸法面、麻長面、大月面、暮加面、雪星面、栗面、清渼面
- 龍仁郡
  - 水餘面、蒲谷面、慕賢面、駒城面、水枝面、器興面、南四面、二東面、古三面、遠三面、外四面、内四面
- 安城郡
  - 安城面、宝蓋面、金光面、瑞雲面、薇陽面、大徳面、陽城面、孔道面、元谷面、一竹面、二竹面、三竹面

- 振威郡

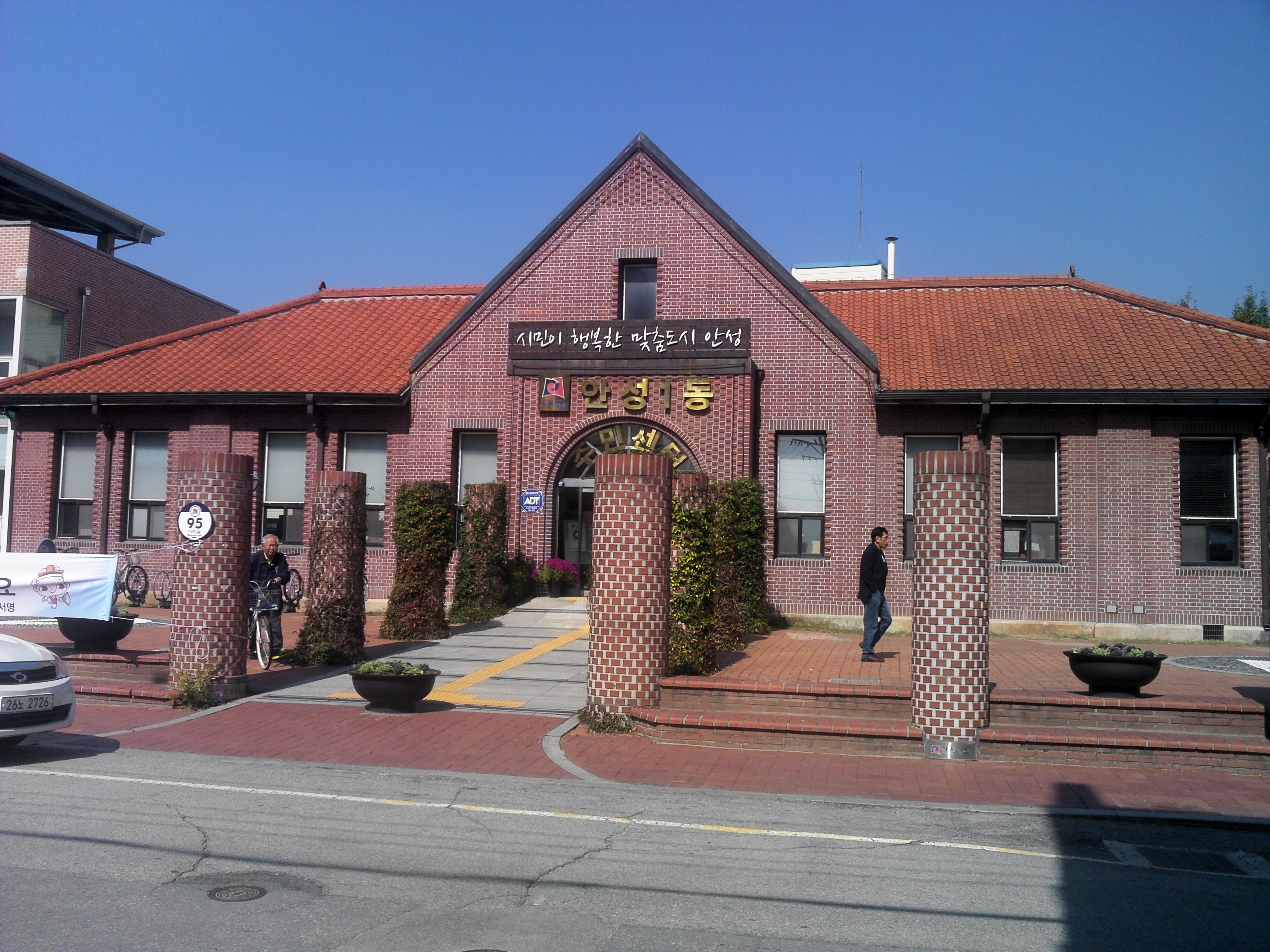
安城郡廳舍（1928年建，國家登錄文化財第709號）

  - 平澤面、松炭面、北面、西炭面、古徳面、栢城面、青北面、浦升面、玄德面、彭城面
- 水原郡
  - 水原邑、日旺面、半月面、梅松面、峰潭面、飛鳳面、陰徳面、麻道面、松山面、西新面、八灘面、長安面、雨汀面、郷南面、楊甘面、正南面、城湖面、東灘面、台章面、安龍面
- 始興郡
  - 東面、西面、新東面、果川面、西二面、南面、秀岩面、君子面

- 富川郡

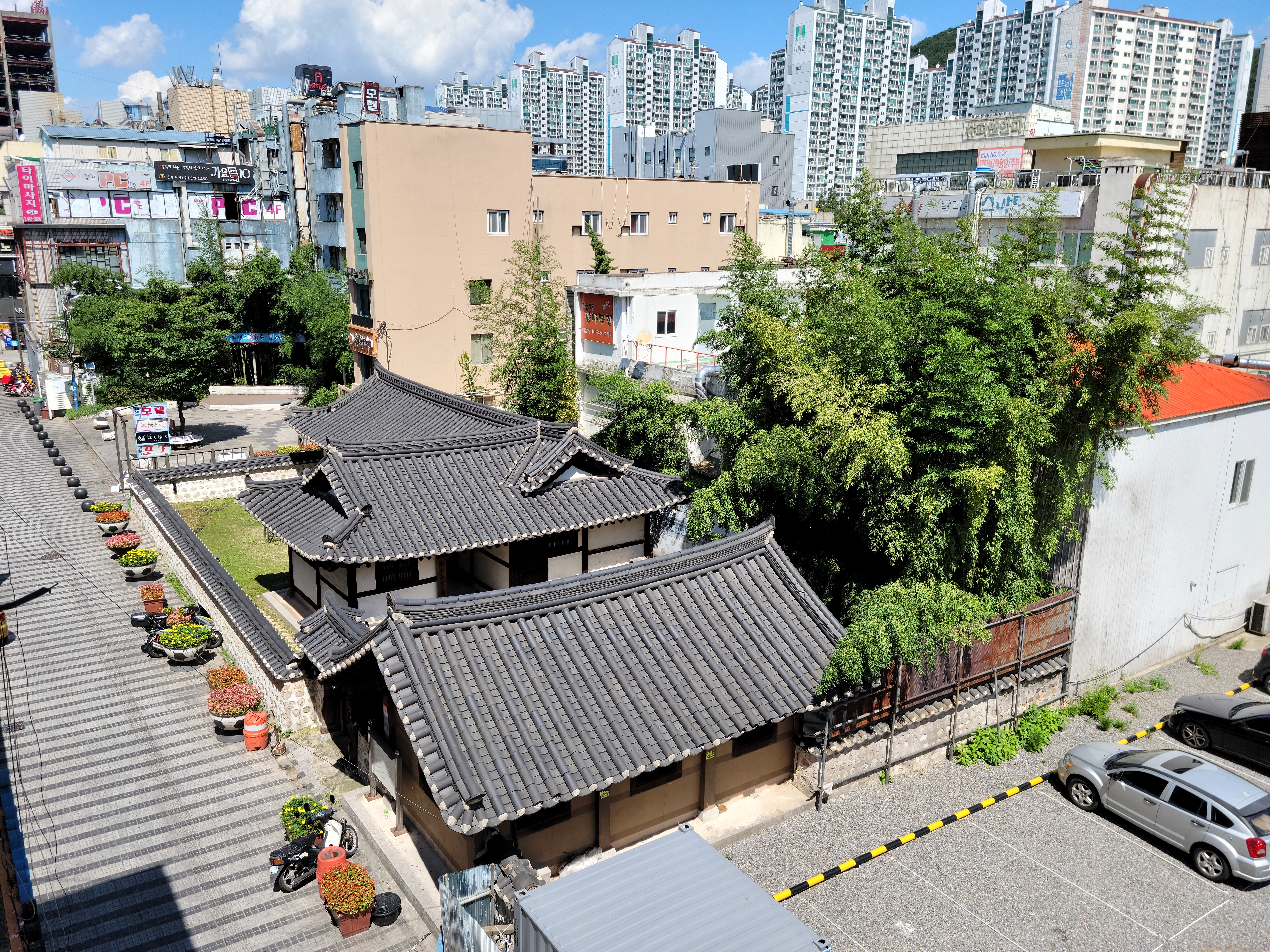
始興郡西面廳舍（1914年建，京畿道文化財資料第100號）

  - 文鶴面、南洞面、蘇萊面、素砂面、吾丁面、桂陽面、富内面、西串面、永宗面、北島面、龍游面、德積面、靈興面、大阜面
- 金浦郡
  - 郡内面、黔丹面、高村面、大串面、陽村面、霞城面、陽東面、陽西面
- 江華郡
  - 府内面、仙源面、佛恩面、吉祥面、下道面、良道面、内可面、河岾面、兩寺面、松海面、喬桐面、三山面、西島面
- 坡州郡
  - 臨津面、月籠面、炭縣面、交河面、衙洞面、條里面、廣灘面、州内面、泉峴面、坡平面
- 長湍郡
  - 郡内面、津東面、長南面、大江面、江上面、大南面、小南面、長道面、津西面、津南面
- 開豐郡
  - 中西面、南面、西面、北面、嶺北面、嶺南面、青郊面、東面、進鳳面、中面、上道面、臨漢面、興教面、大聖面、光徳面

## 教育

### 高等教育機關
- 官公立

- - 京城帝國大學
  - 京城醫學專門學校（日语：京城医学専門学校）
  - 京城法學專門學校
  - 京城齒科醫學專門学校
  - 京城工業專門學校（朝鲜语：경성고등공업학교）
  - 京城礦山專門學校（朝鲜语：경성광산전문학교）
  - 水原農林專門學校
  - 京城經濟專門學校（日语：京城高等商業学校）
  - 京城師範學校（日语：京城師範学校）
  - 京城女子師範學校
  - 京城藥學專門學校（朝鲜语：경성약학전문학교）

- 私立
  - 京城拓殖經濟專門學校（高麗大學）
  - 京城工業經營專門學校（延世大學）
  - 旭醫學專門學校（延世大學醫科大學學院）
  - 京城女子專門學校（梨花女子大學）
  - 明倫專門學校（成均館大學）
  - 惠化專門學校（東國大學）
  - 淑明女子專門學校（淑明女子大學）
  - 中央女子專門學校（中央大學）

### 中學校
- 京城中學校（朝鲜语：서울고등학교）
- 龍山中學校（朝鲜语：용산고등학교）
- 京畿中學校（朝鲜语：경기고등학교）（正讀圖書館）
- 養正中學校（朝鲜语：양정고등학교_(서울)）
- 培材中學校（朝鲜语：배재고등학교）
- 普成中學校（朝鲜语：보성고등학교_(서울)）
- 徽文中學校（朝鲜语：휘문고등학교）
- 中央中學校（朝鲜语：중앙고등학교）
- 松都中學校（朝鲜语：송도고등학교）

### 實業學校
- 京城商業學校
- 京畿商業學校（朝鲜语：경기상업고등학교）
- 京城德壽商業學校（朝鲜语：덕수고등학교）
- 仁川商業學校（日语：仁川高等学校）
- 仁川南商業學校
- 開城商業學校
- 京城工業學校（朝鲜语：서울공업고등학교）
- 城東工業學校（朝鲜语：성동공업고등학교）
- 京城農業學校
- 安城農業學校（日语：韓京国立大学校）
- 水原農業學校（朝鲜语：수원농생명과학고등학교）
- 汶山農業學校（朝鲜语：문산제일고등학교）
- 議政府農業學校（朝鲜语：의정부공업고등학교）

## 法院
昭和16年（1941年）當時有：
- 高等法院
- 京城覆審法院
- 京城地方法院
- 京城地方法院開城支廳
- 京城地方法院水原支廳
- 京城地方法院仁川支廳

## 醫療

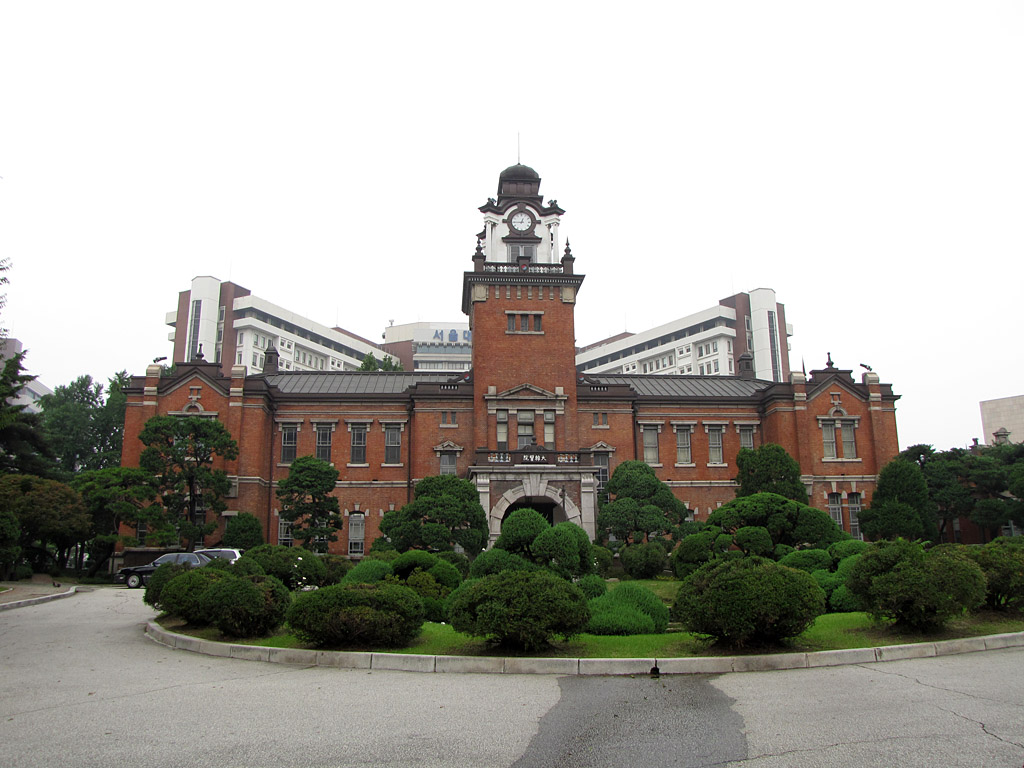
京城帝国大学醫學部附屬醫院（1907年建，史蹟第248號）

昭和16年（1941年）當時有：
- 京城帝国大学醫學部附屬醫院（朝鲜语：대한의원）
- 京城醫学專門学校（日语：京城医学専門学校）附屬醫院
- 龍山鐵道醫院

## 氣象
昭和17年（1942年）當時有：
- 朝鮮總督府氣象台
- 朝鮮總督府氣象台京城出張所

## 稅務

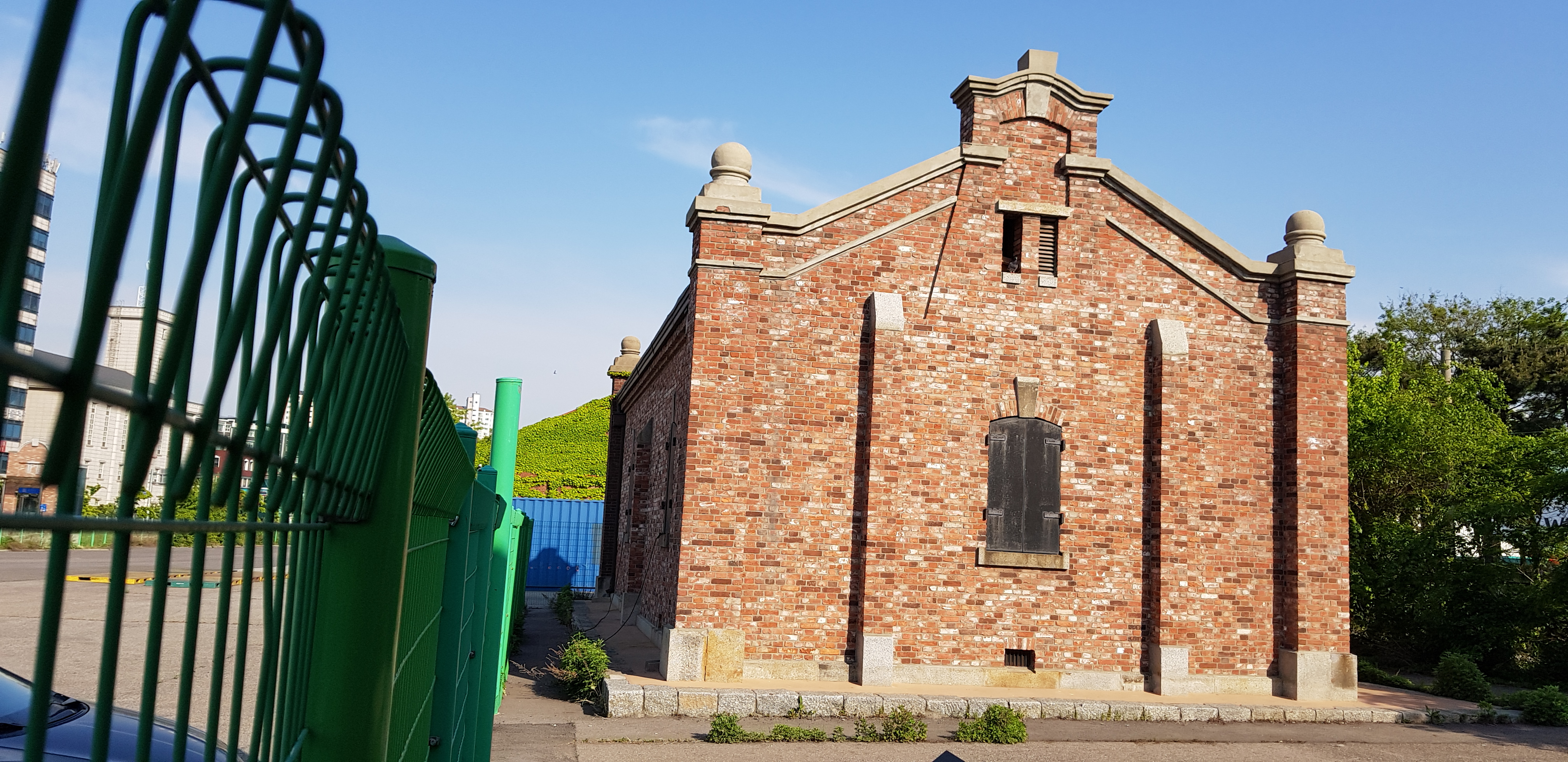
仁川稅關倉庫及附屬棟（1911年建，國家登錄文化財第569號）

昭和16年（1941年）當時有：

### 稅務署
- 京城稅務署
- 仁川稅務署
- 開城稅務署

### 稅關
- 仁川稅關（朝鲜语：인천세관）
- 仁川稅關京城稅關支署

## 鐵道
昭和20年（1945年）當時有：

### 總督府鐵道
- 京釜線
- 京仁線
- 京義線
- 京元線
- 京慶線
- 龍山線
- 土海線

### 私鐵
- 京春鐵道
- 朝鮮鐵道京東線（後水驪線與水仁線）
- 朝鮮京南鐵道京畿線

## 歷任首長

### 長官
| 任次 | 肖像 | 姓名 (生–卒)         | 在任時間      | 在任時間      | 備註 |
| ---- | ---- | -------------------- | ------------- | ------------- | ---- |
| 1    |      | 檜垣直右 (1851–1929) | 1910年10月1日 | 1916年3月28日 |      |
| 2    |      | 松永武吉 (1869–1936) | 1916年3月28日 | 1919年8月20日 |      |

### 知事
| 任次 | 肖像 | 姓名 (生–卒)           | 在任時間       | 在任時間       | 備註                                                                                        |
| ---- | ---- | ---------------------- | -------------- | -------------- | ------------------------------------------------------------------------------------------- |
| 1    |      | 松永武吉 (1869–1936)   | 1919年8月20日  | 1919年9月26日  |                                                                                             |
| 2    |      | 工藤英一 (1870–)       | 1919年9月26日  | 1923年2月24日  |                                                                                             |
| 3    |      | 時實秋穗 (1881–1962)   | 1923年2月24日  | 1926年3月8日   | 後為福岡縣福岡市長（1926–1930） 、岡山縣岡山市長（1938–1940） 、岡山縣玉野市長（1942–1946） |
| 4    |      | 米田甚太郎 (1875–1938) | 1926年3月8日   | 1929年1月21日  |                                                                                             |
| 5    |      | 渡邊忍 (1883–1955)     | 1929年1月21日  | 1931年9月23日  |                                                                                             |
| 6    |      | 松本誠 (1883–)         | 1931年9月23日  | 1934年11月5日  |                                                                                             |
| 7    |      | 富永文一 (1891–)       | 1934年11月5日  | 1936年5月21日  |                                                                                             |
| 8    |      | 安井誠一郎 (1891–1962) | 1936年5月21日  | 1936年10月16日 | 後為東京都知事（1947–1959）                                                                 |
| 9    |      | 湯村辰二郎 (1892–1974) | 1936年10月16日 | 1937年7月3日   |                                                                                             |
| 10   |      | 甘蔗義邦 (1891–)       | 1937年7月3日   | 1940年5月30日  |                                                                                             |
| 11   |      | 鈴川壽男 (1896–)       | 1940年5月30日  | 1941年11月19日 |                                                                                             |
| 12   |      | 松澤瀧雄 (1893–1970)   | 1941年11月19日 | 1942年4月7日   |                                                                                             |
| 13   |      | 丹下郁太郎 (1899–)     | 1942年4月7日   | 1942年6月2日   | 建築師丹下健三之兄                                                                          |
| 14   |      | 高安彥 (1896–1977)     | 1942年6月2日   | 1943年12月1日  | 後為山口縣山口市長（1944–1945） 、山口縣防府市長（1960–1964）                               |
| 15   |      | 瀨戶道一 (1899–1974)   | 1943年12月1日  | 1945年6月16日  |                                                                                             |
| 16   |      | 生田清三郎 (1884–1953) | 1945年6月16日  | 1945年6月16日  |                                                                                             |

### 附註
1. ↑  原平安南道長官。
2. ↑  改任京畿道知事。
3. ↑  原京畿道長官。
4. ↑  改任總督官房（日语：朝鮮総督府総督官房）外事課長。
5. ↑  原平安南道知事。
6. ↑  原總督府監察官。
7. ↑  原平安南道知事。
8. ↑  原全羅北道知事。
9. ↑  改任殖產局長。
10. ↑  原專賣局（日语：朝鮮総督府専売局）長。
11. ↑  原咸鏡北道知事。
12. ↑  改任學務局（日语：朝鮮総督府学務局）長。
13. ↑  原專賣局長。
14. ↑  改任拓務省拓務局長。
15. ↑  原咸鏡南道知事。
16. ↑  改任農林局長。
17. ↑  原京城府尹。
18. ↑  原專賣局長。
19. ↑  改任司政局（日语：朝鮮総督府内務局）長。
20. ↑  原專賣局長。
21. ↑  原咸鏡南道知事。
22. ↑  改任警務局（日语：朝鮮総督府警務局）長。
23. ↑  原平安南道知事。
24. ↑  原咸鏡南道知事。
25. ↑  原京城府尹。

## 企業
道內資本額50萬円以上的企業（昭和15年（1940年））

### 電氣業

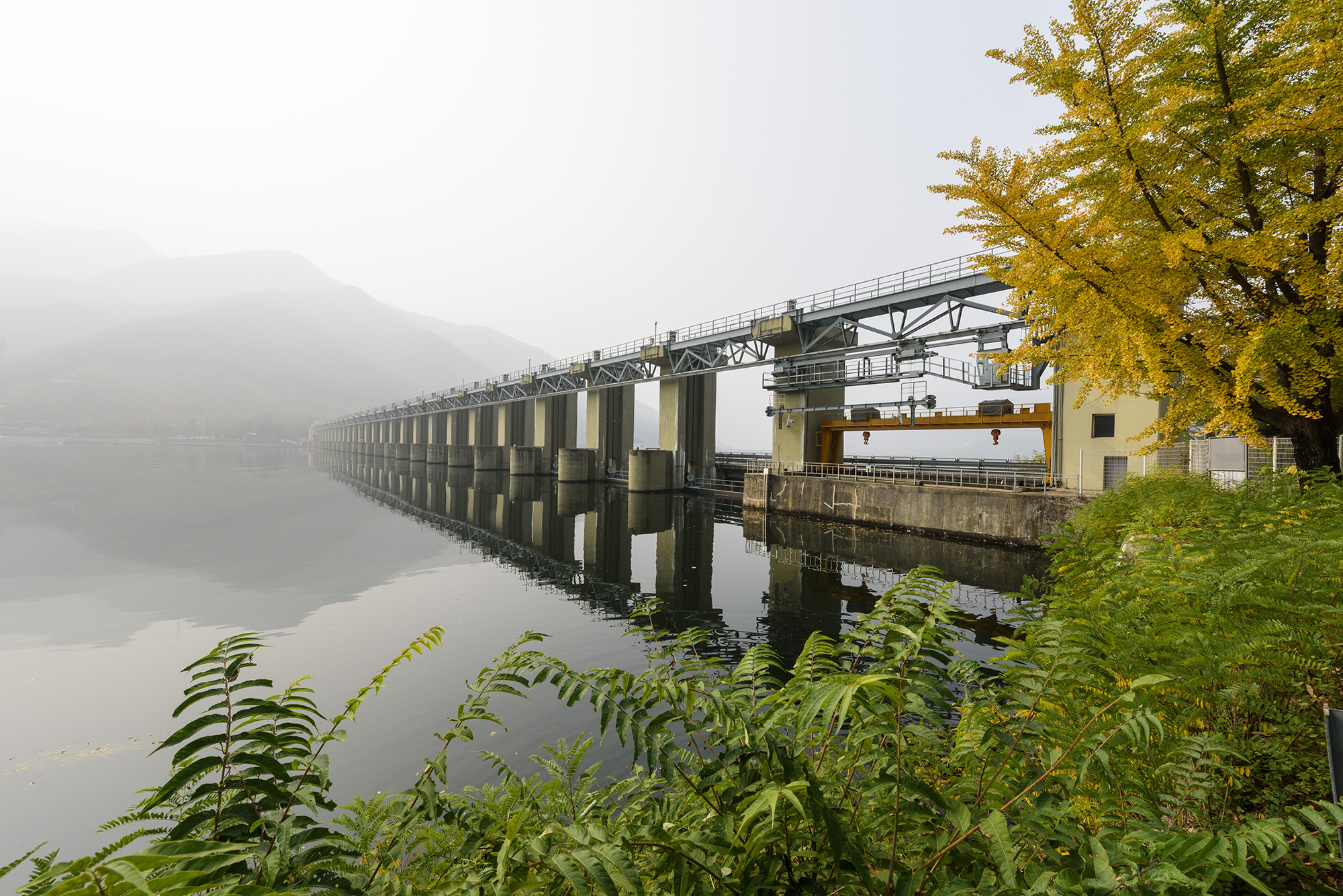
清平水壩（1943年漢江水力電氣株式會社建）

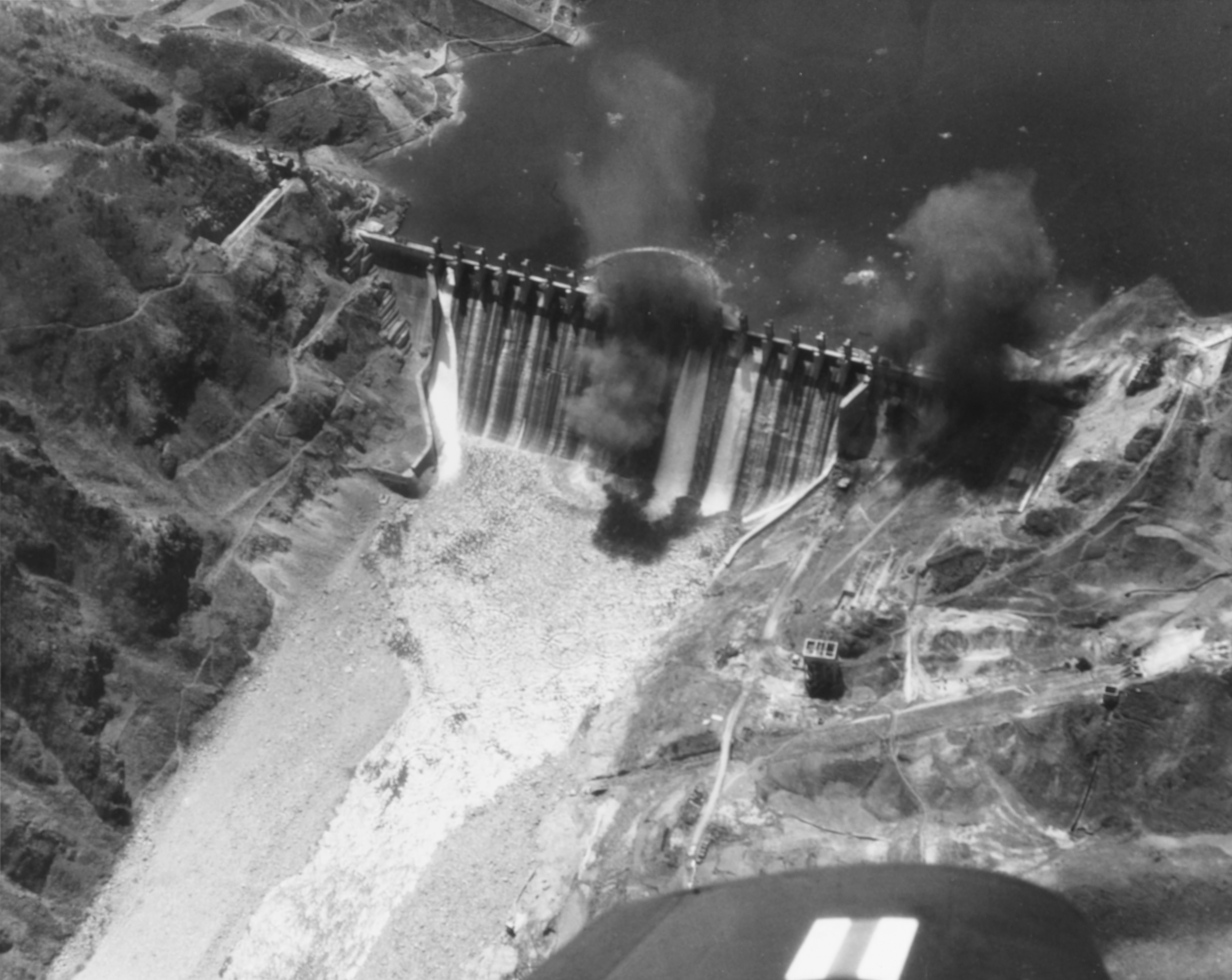
朝鮮戰爭中遭轟炸的華川水壩（位於江原道境內，1944年漢江水力電氣株式會社建）

- 京城電氣
- 南鮮合同電氣
- 長津江水電
- 朝鮮送電
- 朝鮮電力
- 朝鮮鴨綠江水力發電
- 漢江水力電氣

### 建設業
- 北陸組
- 半島興產
- 津田組
- 荒井組
- 三宅組
- 壹岐工業
- 柴田組
- 日滿土木
- 京仁企業

### 運輸業
- 朝鮮鐵道
- 朝鮮京東鐵道
- 京城軌道（日语：京城軌道）
- 三陟鐵道
- 京春鐵道
- 北鮮拓殖鐵道
- 朝鮮郵船
- 朝鮮運送
- 朝鮮米穀倉庫
- 朝日組
- 朝鐵自動車
- 京忠巴士
- 朝鮮商船
- 京仁商船
- 京城住宅
- 興亞海運
- 朝鮮協同海運
- 京城自動車